# Baciami ancora (singolo)
Baciami ancora è un singolo di Jovanotti pubblicato l'8 gennaio 2010, realizzato come tema principale dell'omonimo film di Gabriele Muccino, registrato negli storici studi Forum Music Village di Roma, arrangiato da Paolo Buonvino. La canzone ha vinto il David di Donatello 2010 come migliore canzone originale.
Il brano si è piazzato al 2º posto dei brani più venduti in Italia nel 2010, dietro solo a Waka Waka (This Time for Africa) di Shakira.

## Descrizione
Il singolo è entrato in rotazione radiofonica a partire dal 1º dicembre 2009, è disponibile per la vendita digitale dall'8 gennaio (giorno in cui raggiunge subito la posizione numero 1 su ITunes), mentre per la vendita in formato CD singolo dal 22 gennaio.
È stato frequentemente trasmesso in radio, raggiungendo la posizione numero 1 dell'airplay.

## Video musicale
Il videoclip realizzato per il singolo, vede Jovanotti eseguire il brano attorniato da tutti gli interpreti del film. Il video è stato presentato in anteprima nazionale il 31 dicembre 2009 su Canale 5 alle ore 18:15 ed è stato pubblicato il 1º gennaio 2010 su YouTube.

## Formazione
- Jovanotti - voce
- Saturnino - basso
- Riccardo Onori - chitarra elettrica, chitarra acustica
- Franco Santarnecchi - tastiera
- Alex Alessandroni Jr. - pianoforte, organo Hammond
- Gil Oliveira - batteria
- Marco Tamburini - tromba
- Dario Cecchini - sassofono tenore
- Roberto Rossi - trombone
- Paolo Buonvino - arrangiamento e direzione archi

## Tracce
Testi e musiche di Lorenzo Cherubini, Saturnino Celani, Riccardo Onori, Michele Canova.
1. Baciami ancora
2. Baciami ancora (Orchestral)
3. Baciami ancora (Dubborchestra)
4. Baciami ancora (Instrumental)
5. Baciami ancora (videoclip)

## Classifiche

### Classifiche settimanali
| Classifica (2010) | Posizione massima |
| ----------------- | ----------------- |
| Italia            | 1                 |
| Svizzera          | 54                |

### Classifiche di fine anno
| Classifica (2010) | Posizione |
| ----------------- | --------- |
| Italia            | 2         |